# Treinramp bij Harmelen

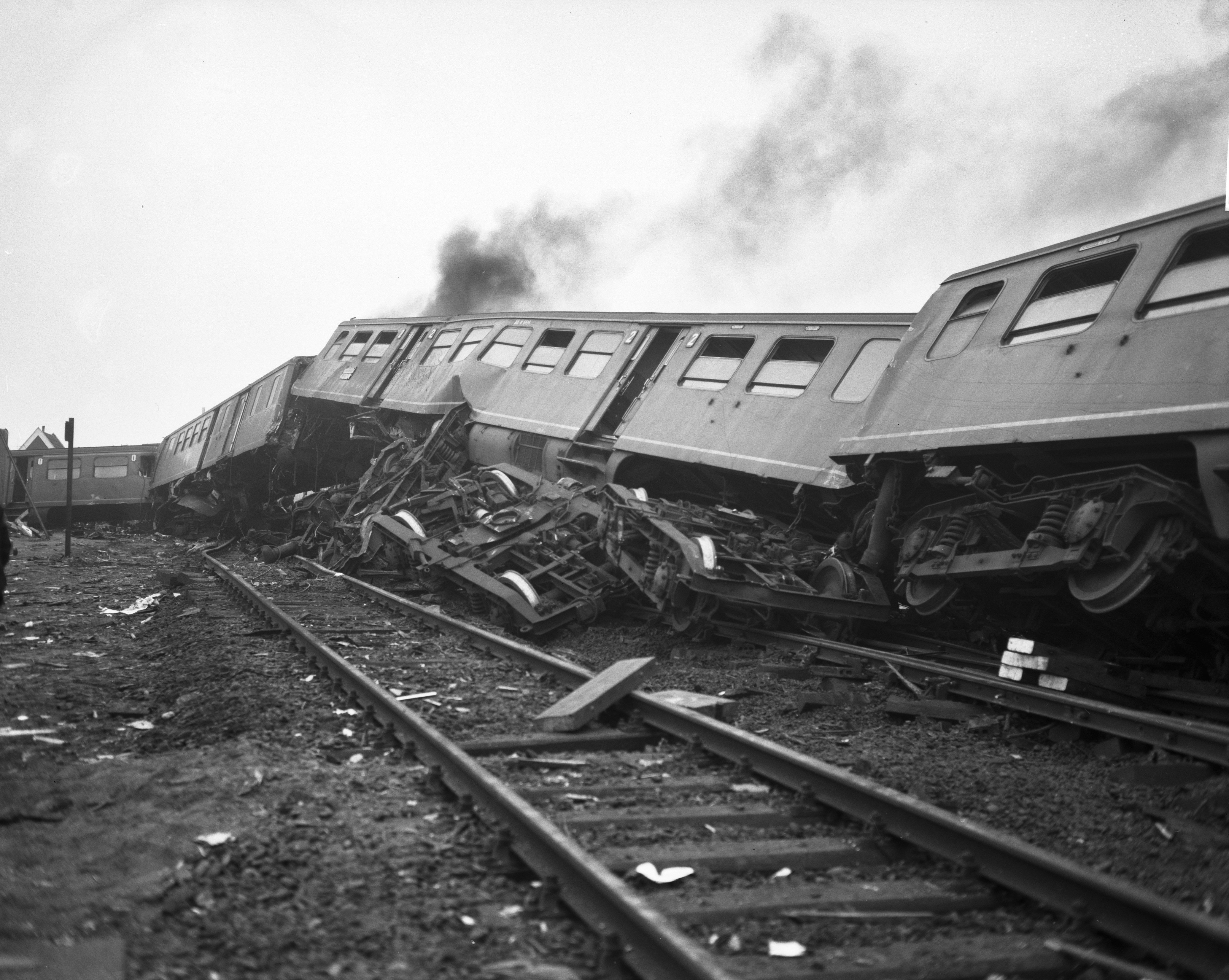
Rijtuigen van de sneltrein

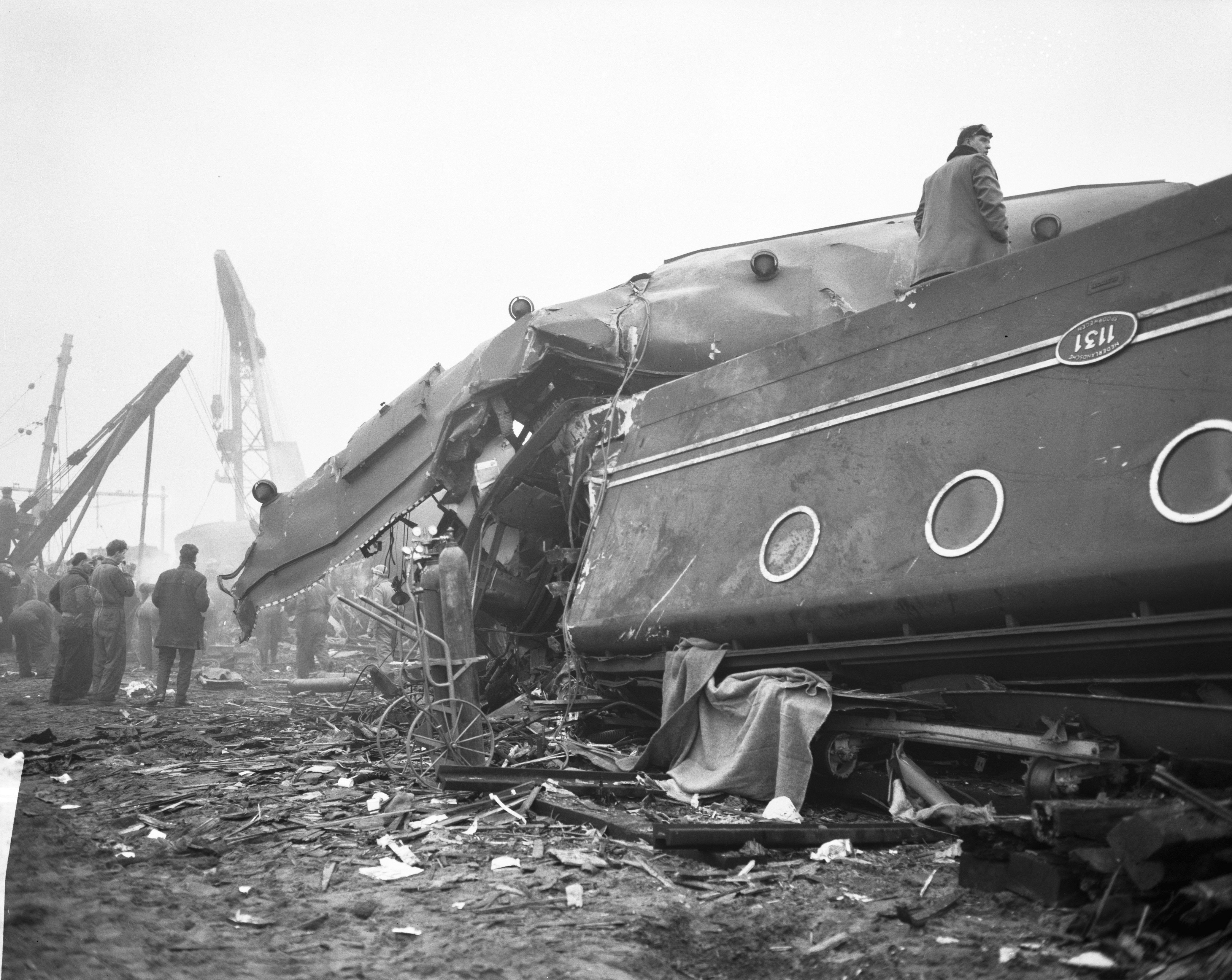
Restanten van de locomotief en het eerste rijtuig van de sneltrein

De treinramp bij Harmelen vond plaats op maandag 8 januari 1962 om 9.19 uur, nabij het Utrechtse dorp Harmelen, gelegen aan de spoorlijn Utrecht - Woerden. Bij de botsing tussen twee reizigerstreinen vielen 93 doden en 52 gewonden, waarmee dit de grootste treinramp uit de geschiedenis van de spoorwegen in Nederland is. Het ongeluk werd aangemerkt als nationale ramp. Vrijdag 12 januari 1962 werd als dag van nationale rouw afgekondigd en de Hilversumse radiozenders brachten ook de tussenliggende dagen alleen ernstige muziek en aangepaste programma's ten gehore.
Hoewel dit ongeluk bekend bleef als de treinramp bij Harmelen, vond het plaats bij de buurtschap De Putkop, op het grondgebied van de toenmalige buurgemeente Kamerik. Op 9 januari 1962 werd het overlijden van 82 slachtoffers ingeschreven in het overlijdensregister van de gemeente Kamerik, op 10 januari 1962 dat van vijf slachtoffers. Als aangever in alle overlijdensakten trad de adjudant van de Rijkspolitie Aart Dirk Viezee op.

## Betrokken treinen en omstandigheden
Bij het ongeval waren twee treinen betrokken. De eerste was stoptrein 464 (Rotterdam – Gouda – Woerden – Breukelen – Amsterdam). Deze trein vertrok om ± 9.15 uur uit Woerden met naar schatting 180 reizigers aan boord. De trein bestond uit twee treinstellen (700 en 297; beide Mat '46), in totaal zes rijtuigen. De andere betrokken trein was sneltrein 164 (Leeuwarden – Zwolle – Amersfoort – Utrecht CS – Rotterdam) met circa 900 inzittenden (locomotief 1131 en 11 rijtuigen, voor het merendeel plan E en Mat '24 rijtuigen.)
Op het moment dat de treinen met elkaar in botsing kwamen hing er een dichte mist in de polder waar de spoorlijn van Breukelen naar Woerden gelijkvloers aansloot op de lijn van Utrecht naar Woerden. Ten tijde van het ongeluk werden al proeven gedaan met het treinbeïnvloedingssysteem ATB, maar dit was nog niet ingebouwd op het spoor bij Harmelen of in een van de betrokken treinen.

## Tijdlijn
9.14:
- De sneltrein komt niet voorbij in Harmelen Aansluiting wegens een vertraging van 6 minuten.
- De treindienstleider stelt voor de stoptrein een rijweg in van Woerden richting Breukelen, want de sneltrein heeft zich nog niet gemeld.

9.18:
- De stoptrein rijdt het laatste sein voor Harmelen Aansluiting voorbij om daar gelijkvloers de aftakking naar Breukelen te berijden.
- De sneltrein komt in de buurt van Harmelen Aansluiting en meldt zich automatisch bij de treindienstleider.
- De sneltrein rijdt met 125 km/u het gele sein voorbij dat op remwegafstand voorafgaat aan het rode sein voor de splitsing. De machinist merkt, waarschijnlijk door de dichte mist, dit gele sein niet op.

9.19:
- De machinist van de sneltrein ziet het rode sein, zet een remming in, maar kan niet voorkomen dat hij met 107 km/u vrijwel frontaal in botsing komt met de stoptrein, die op dat moment een snelheid van 65 à 70 km/u heeft.[4]

## Gevolgen

### Sneltrein 164
De locomotief werd bij de botsing naar rechts geworpen en het eerste rijtuig van de stoptrein en de sneltrein schoven in elkaar. De volgende vier rijtuigen van de sneltrein ontspoorden en schampten de stoptrein. De overige zes rijtuigen van de sneltrein bleven in het spoor.

### Stoptrein 464
Het eerste rijtuig van het vierdelige treinstel werd volkomen vernield door het naar binnen schuiven van het sneltreinrijtuig. Het tweede rijtuig werd aan de zijkant opengereten, het derde rijtuig werd gemangeld tussen het eerste rijtuig en de rijtuigen van de schampende sneltrein. Het laatste rijtuig van het vierwagenstel en het gehele tweewagenstel bleven, hoewel beschadigd door de snelle stop, in het spoor.

### Afvoer materieel
Van het bij de botsing betrokken materieel werd de vernielde locomotief 1131 voor sloop afgevoerd, evenals twee getrokken rijtuigen (B 5710 en A 6544). Het vernielde treinstel 700 werd ter plekke gesloopt.

## Slachtoffers
91 mensen kwamen direct om het leven, onder hen de beide machinisten. 54 anderen raakten zwaargewond. Twee van hen overleden later in het ziekenhuis, de laatste pas enkele weken na de botsing. Het totaal aantal dodelijke slachtoffers kwam daarmee op 93. De slachtoffers werden opgebaard in de Buurkerk van Utrecht.

## Nasleep

### Onderzoek
Er werd een groot openbaar onderzoek begonnen door de Spoorwegongevallenraad. Ook de nieuwe NX-installatie van de treindienstleiderspost in Woerden werd onderzocht op technische storingen. Men heeft ter plaatse vastgesteld dat het "gemiste" gele sein daadwerkelijk geel licht uitstraalde en het laatste sein voor Harmelen vanaf Utrecht rood licht. De snelheidsmeterband van de locomotief van de sneltrein toonde aan dat de machinist niet is begonnen met remmen na het gele sein. Bij waarneming van het rode sein is hij wel begonnen met remmen, maar zijn snelheid van 125 km/u was te hoog om vóór de wissel, waarover de stoptrein reed, tot stilstand te komen.

### Proces
De rechtbank, die onder grote publiciteit deze zaak behandelde, werd uitgebreid met deskundigen op het gebied van de spoorwegtechniek.

### Maatregelen
Naar aanleiding van dit ongeval is de invoering van de automatische treinbeïnvloeding (ATB) in Nederland versneld: 25 jaar later was het grootste deel van het spoorwegnet voorzien van ATB. Een tweede veiligheidsverhogende maatregel die men sindsdien toepast, is dat seinen die op remwegafstand voor splitsingen, bruggen en andere gevaarpunten buiten stations staan, worden voorafgegaan door reflecterende gele bakens.
In de jaren 90 is bij Harmelen een fly-over gebouwd, waardoor het gelijkvloers kruisen tot het verleden behoort.

### Monument

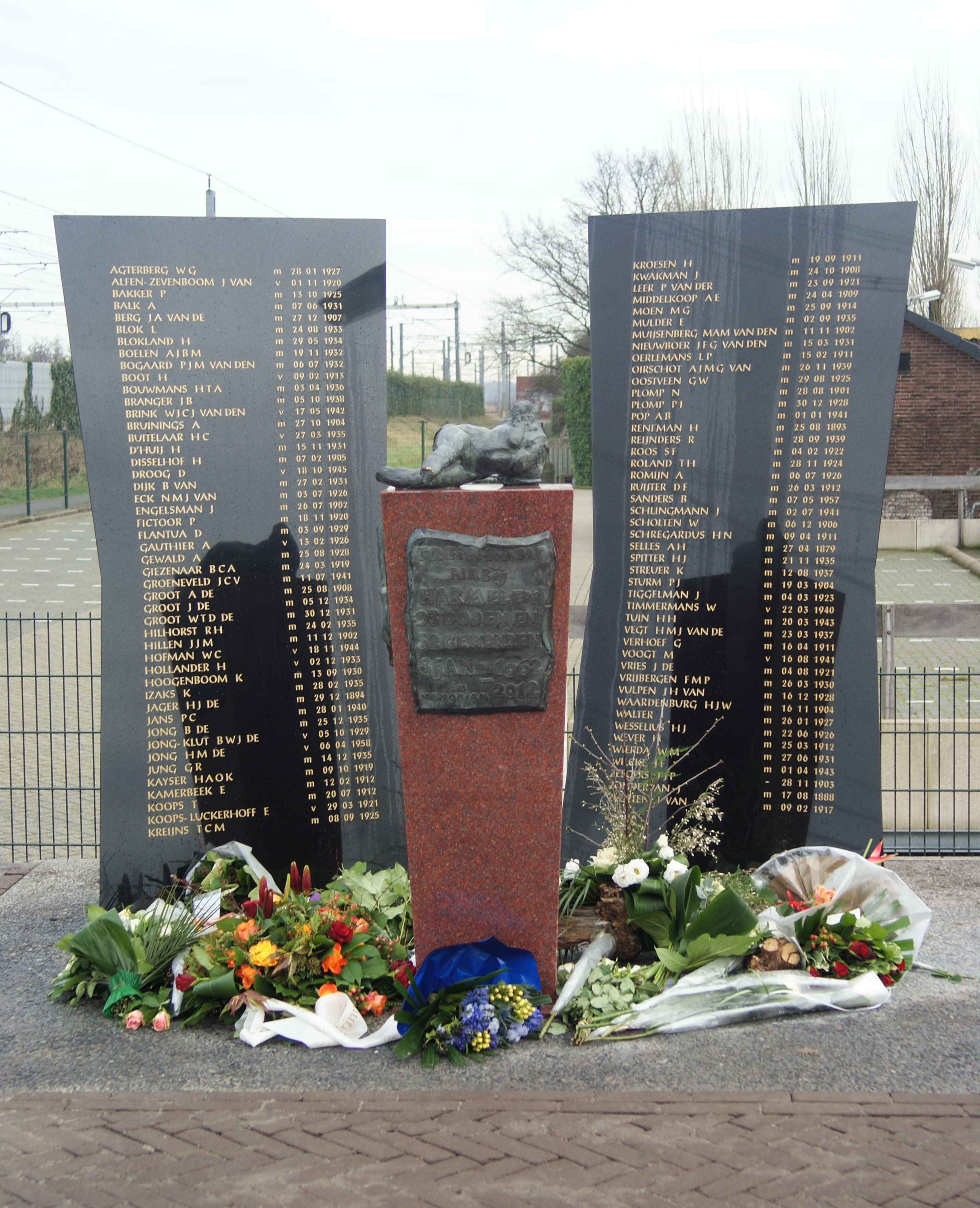
Monument voor de slachtoffers

Op 8 januari 2012 werd door Pieter van Vollenhoven een monument onthuld voor de slachtoffers van de ramp, die zich op die dag precies vijftig jaar geleden had voltrokken. Ries van Leeuwen was de coördinator voor het plaatsen van het monument. De organisatie van de onthulling was in handen van het Dorpsplatform Harmelen.
Het monument is een ontwerp van de Kamerikse kunstenaar Taeke de Jong, en de steenhouwer was Maurice van Dam uit Woerden. De vader van Taeke de Jong was als gemeentearts van Harmelen betrokken bij de identificatie van de slachtoffers.
Het ontwerp bestaat uit twee hardstenen platen van twee meter hoog die scheef ten opzichte van elkaar staan en waarop de 93 namen van de omgekomenen staan. Tussen de platen door is de plek des onheils te zien. Een rode hardstenen sokkel, met daarop een corpus zonder hoofd, zonder armen en met halve benen, dat de slachtoffers verbeeldt, staat iets voor de platen in het midden. Op de voorkant van het monument prijkt een plaket met de datum van de ramp en het aantal slachtoffers.
De snelheidsmeter van de locomotief, die een rol speelde in het onderzoek naar de oorzaak van de ramp, is in 2021 opgenomen in de collectie van het Het Spoorwegmuseum in Utrecht.